# Nomis albopedalis
Nomis albopedalis là một loài bướm đêm trong họ Crambidae.